# Wapen van Marum

Wapen van Marum

Het wapen van Marum werd op 29 december 1928 per koninklijk besluit door de Hoge Raad van Adel aan de Groninger gemeente toegekend. Vanaf 2019 is het wapen niet langer in gebruik toen de gemeente Marum in de nieuwe gemeente Westerkwartier opging. De korenschoof uit het wapen is opgenomen in het wapen van Westerkwartier.

## Blazoenering
De blazoenering van het wapen luidt als volgt:
Gedeeld; I gedeeld; 1 van keel; 2 in goud een dwarsbalk van azuur; II in sinopel een smalle golvende dwarsbalk van zilver vergezeld van boven van een klaverblad van zilver, beneden van een korenschoof van goud; in den schildvoet van zilver een drieberg van sinopel. Het schild gedekt met eene gouden kroon van 3 bladeren en 2 paarlen.
Het linker bovendeel van het wapen herneemt het familiewapen van het geslacht van Ewsum, dat eeuwenlang verantwoordelijk was voor de rechtspraak in het gebied waar de gemeente Marum deel van uitmaakt. Het rechter bovendeel is een golvende zilveren baan op groen achtergrond. Deze baan staat voor het Oude Diep dat een belangrijke rol speelde in de ontstaansgeschiedenis van de gemeente. De groene achtergrond, alsmede de klaver boven de golvende baan en de korenschoof eronder verwijzen naar het agrarische karakter van de gemeente, waarbij de klaver voor veeteelt staat en de korenschoof voor de akkerbouw. De drie 'bergen' onder in het wapen verwijzen naar Trimunt, waar in de middeleeuwen een klooster stond.

## Verwant wapen

Wapen van Ewsum
Wapen van Westerkwartier

Adorp
· Aduard
· Appingedam
· Baflo
· Bedum
· Beerta
· Bellingwedde
· Bellingwolde
· Bierum
· De Marne
· Delfzijl 
· Eemsmond
· Eenrum
· Ezinge
· Finsterwolde
· Grijpskerk
· Grootegast
· Haren
· Hefshuizen
· Hoogezand
· Hoogezand-Sappemeer
· Hoogkerk
· Kantens
· Kloosterburen
· Leek
· Leens
· Loppersum
· Marum
· Meeden
· Menterwolde
· Middelstum
· Midwolda
· Muntendam
· Nieuweschans
· Nieuwe Pekela
· Nieuwolda
· Noordbroek
· Noorddijk
· Oldehove
· Oldekerk
· Onstwedde
· Oosterbroek
· Oude Pekela
· Reiderland
· Sappemeer
· Scheemda
· Slochteren
· Stedum
· Ten Boer
· Termunten
· Uithuizen
· Uithuizermeeden
· Ulrum
· Usquert
· Vlagtwedde
· Warffum
· Wedde
· Wildervank
· Winschoten
· Winsum
· 't Zandt
· Zuidbroek
· Zuidhorn